# قادوحية
القادوحية أو أسماك الزناد أو الفَنْفَرِيَّات هي فصيلة من أسماك الزينة تحتوي على أكثر من 40 نوعاً من الأسماك ذات الألوان الزاهية وهي تعيش في المحيطات الاستوائية وشبه الاستوائية وتنتشر في المحيطين الهندي والهادي عند السواحل البحرية والشعاب المرجانية. متوسط طول أسماك هذه الفصيلة ما بين 20 إلى 50 سم ولكن هناك بعض الأنواع التي تصل إلى حوالي المتر وتعيش على عمق 50 متر تحت البحر.

## معرض صور

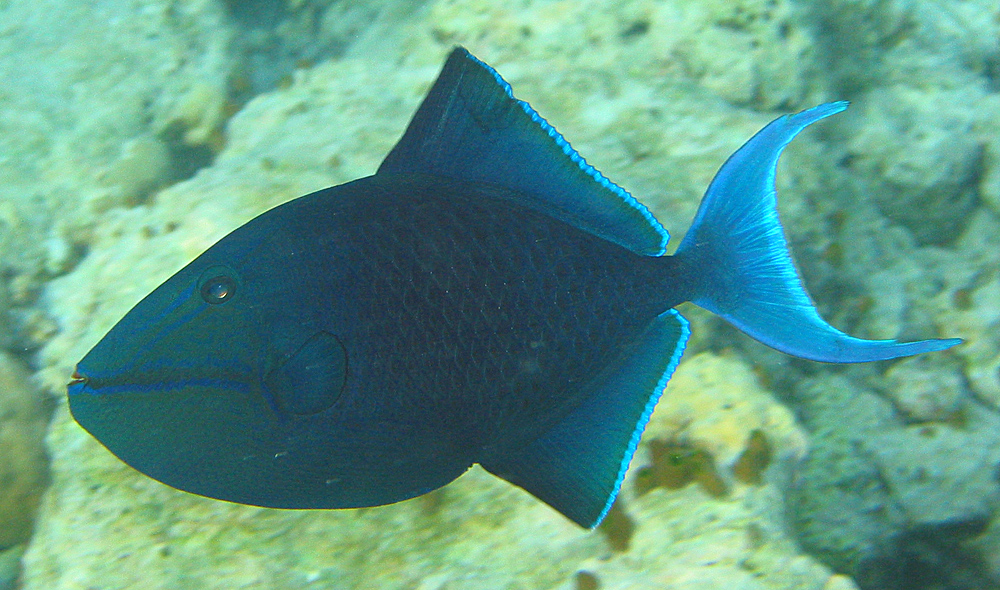
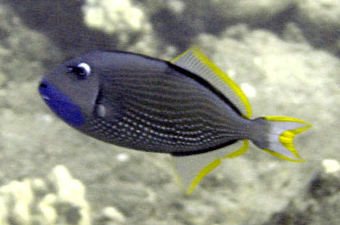
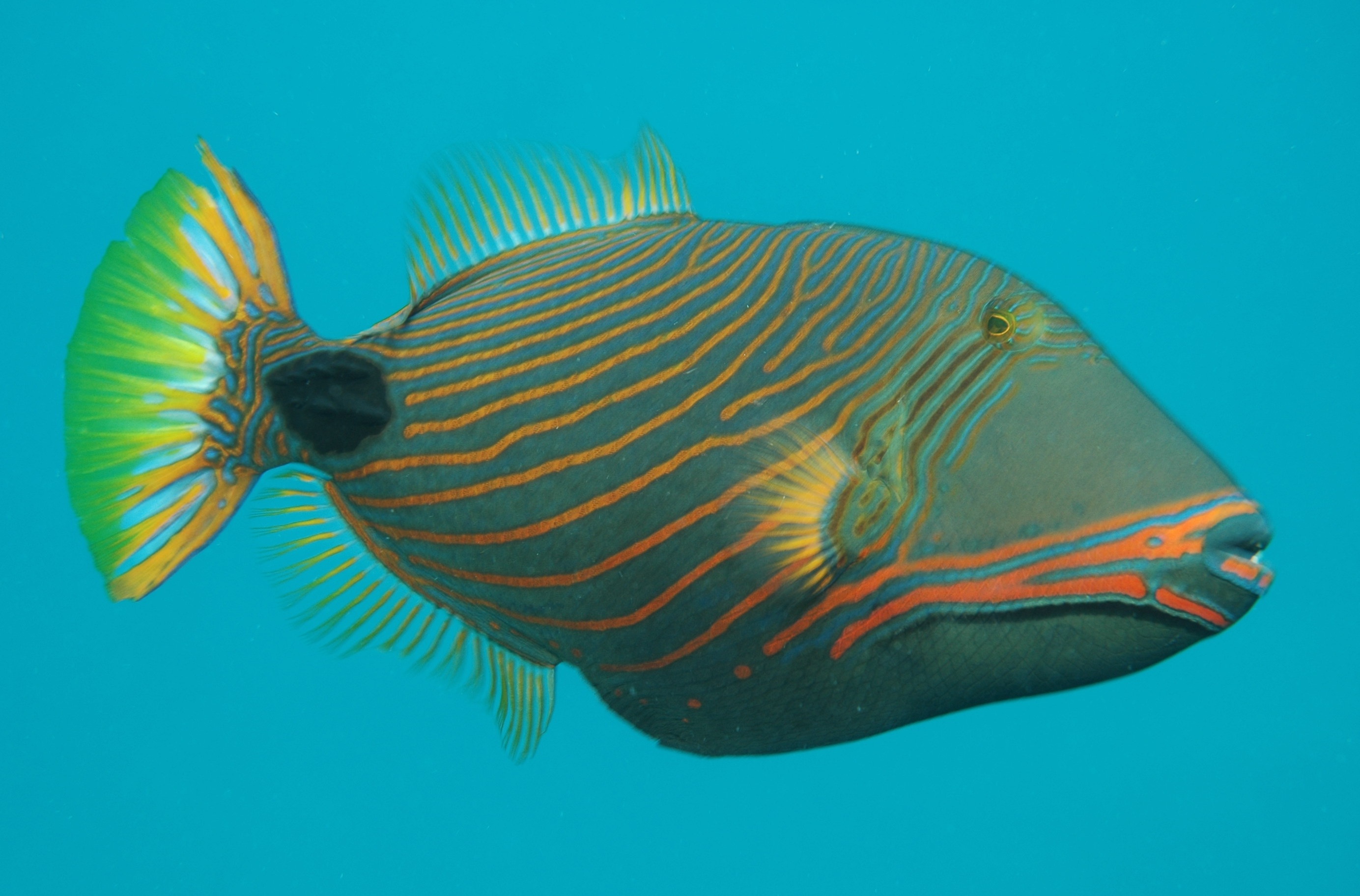
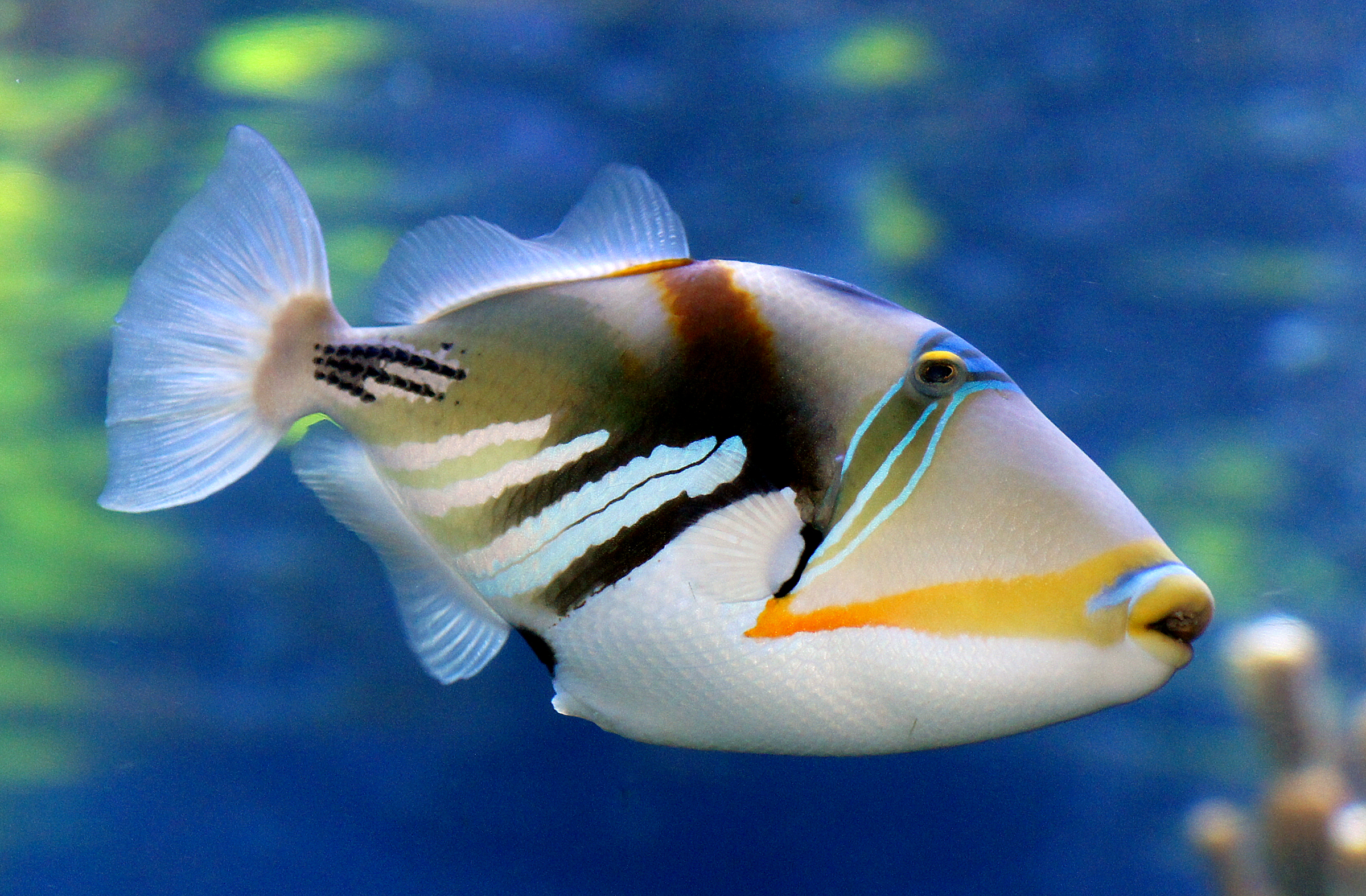